# Zurobata multiguttata
Zurobata multiguttata là một loài bướm đêm trong họ Erebidae.